# Cyrtodactylus phnomchiensis
Cnemaspis phnomchiensis — вид ящірок з родини геконових (Gekkonidae). Описаний у 2020 році.

## Поширення
Ендемік Камбоджі. Відомий лише у типовому місцезнаходженні — схили гори Пном Чі у заповідному лісі Прей Ланґ провінції Кампонгтхом.

## Опис
Ящірка завдовжки 7,6-8,1 см. Тіло зверху темно-коричневе з білими або жовтявими поперечними смугами. Нижня частина тіла рожевого кольору.

## Спосіб життя
Живе у вічнозеленому лісі з скелястим рельєфом.